# NGC 7074
NGC 7074 este o galaxie situată în constelația Pegas. A fost descoperită în 16 octombrie 1863 de către Albert Marth.